# توفند برت
توفند برت (Hurricane Bret) اولین توفند از رده توفانی شماره ۵ در طول فصل توفانی اقیانوس آتلانتیک در سال ۱۹۹۹ و اولین توفان استوایی پس از توفان جری در سال ۱۹۸۹ ایجاد گردید که به تگزاس برخورد کرد. این توفان به تدریج در ۱۸ اوت در خلیج کامپچه تشکیل یافت. در روز ۲۰ اوت، توفان شروع به طی مسیر به سمت شمال کرد و در روز ۲۱ اوت قدرتمند شد. پس از این دورهٔ افزایش قدرت، توفان با بادهایی با سرعت ۲۳۳ کیلومتر بر ساعت به اوج شدت و قدرت خودش رسید. بعد در همان روز، توفان به رده‌بندی شماره ۳ کاهش پیدا می‌کند؛ و به جزیره پادر در تگزاس برخورد می‌کند. مدت کوتاهی پس از آن توفان ضعیف گردید و به توفان حاره ای تبدیل شد. سپس بقایای توفان در اوایل ۲۶ اوت در شمال کشور مکزیک از بین رفت.

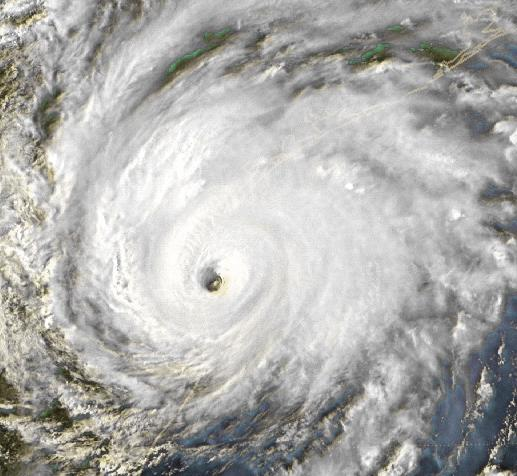
توفان برت در سال ۱۹۹۹ که به تگزاس و شمال مکزیک برخورد کرد.

در خط ساحلی تگزاس، توفان برت چندین شهر را در هم کوبید. ساکنان برای در امان ماندن از این توفان به پناهگاه‌های زیادی پناه بردند؛ بدین دلیل که قبل از فرا رسیدن توفان سازمان ملی توفان (NHC) برای این مناطق و مکزیک هشدارهای فوق‌العاده شرایط توفانی صادر کرده بود. جاده‌های پرخطر و برخی از پل‌ها نیز مسدود شدند. در مکزیک نیز نزدیک به ۷٬۰۰۰ نفر از مردم مناطقی که احتمال برخورد توفان وجود داشت (مناطق ساحلی)، آنجا را ترک کردند.
توفان برت در تگزاس منجر به کشته شدن هفت نفر و در مکزیک سه نفر جان خود را از دست دادند. امواج دریا که تحت تأثیر توفان به خشکی برخورد کردند نزدیک به ۲٬۷ متر ارتفاع داشتند که به جزیره ماتاگوردا، تگزاس برخورد کردند. از ابعاد تخریب و خسارات نیز خانه‌های زیادی دچار تخریب شد و حدود ۱۵۰ میلیون نفر بی خانمان شدند. این توفان که در سال ۱۹۹۹ رخ داد حدود ۱۵ میلیون دلار (دلار آمریکا سال ۱۹۹۹) خسارت وارد آورد.

## چگونگی تشکیل
در ۵ اوت توفان برت از یک آب و هوای حاره ای در سواحل قاره آفریقا حرکت کرد. بعد از ۱۰ روز از حرکت آن، در خلیج کامپچه، ناآرامی‌های جوّی مشاهده گردید. اواخر ۱۹ اوت مرکز ملی توفان (NHC) این سیستم آب و هوایی را به یک توفان حاره ای ارتقا داده و نام آن را «توفان برت» نهاد.
تا عصر ۲۰ اوت، در نتیجه بررسی‌ها، توفان به سرعت ۱۲۱ کیلومتر بر ساعت / ۷۵ مایل بر ساعت رسیده و به عنوان توفان درجه ۱ معین شد. روز بعد (۲۱ اوت) توفان قوی شد و تا صبح ۲۲ اوت با درجه شماره ۴ بادهایی غالب بر ۲۳۳ کیلومتر بر ساعت / ۱۴۵ مایل بر ساعت به اوج شدت خودش رسید.
اواخر ۲۲ اوت، برت بر فراز دره ریو گراند به سمت شمال غرب چرخش کرد. چند ساعت پس از این اتفاق، توفان به درجه شماره ۳ رسید و از شدتش کاسته شد. حوالی ساعت ۷ بعد از ظهر توفان برت از جزیره پادر، در تگزاس با بادهایی غالب بر ۱۸۵ کیلومتر بر ساعت / ۱۱۵ مایل بر ساعت عبور کرد. توفان با حرکت خود در خشکی به مرور از شدتش کاسته شد و تقریباً ۱۲ ساعت بعد به یک توفان حاره ای تبدیل گشت. برت تا روز ۲۶ اوت همچنان به فعالیت خودش ادامه داد؛ و در نهایت باقی مانده توفان بر فراز کوه‌های شمال مکزیک پراکنده گردید.